# APAN Music Awards
APAN Music Awards là một lễ trao giải âm nhạc Hàn Quốc, do Hiệp hội giải trí Hàn Quốc tổ chức và quản lí (KEMA) cùng chịu trách nhiệm về tổ chức APAN Star Awards. Nó được tạo ra để tôn vinh các nghệ sĩ K-pop hàng đầu của năm trên nhiều hạng mục âm nhạc khác nhau như một phần của sự kiện tổng hợp kéo dài hai ngày được gọi chung là Giải thưởng APAN MusicStar.
Ban đầu dự kiến sẽ diễn ra vào ngày 28 tháng 11 năm 2020, tại Đại sảnh Hòa bình ở Đại học Kyung Hee và được phát sóng độc quyền trên các nền tảng trực tuyến Olleh TV và Seezn, lễ nhậm chức bị hoãn vô thời hạn vào ngày 18 tháng 11 năm 2020, sau cấp 1,5 các quy tắc về giãn cách xã hội đã có hiệu lực trong bối cảnh đại dịch COVID-19 bùng phát trở lại ở Seoul và các thành phố xung quanh. Thay vào đó, những người chiến thắng trong các danh mục hạn chế đã được công bố trực tuyến.
Vào ngày 17 tháng 12 năm 2020, lễ trao giải dời lại của buổi lễ được công bố là ngày 23 tháng 1 năm 2021. Vào ngày 15 tháng 1 năm 2021, sau đó được dời lại vào ngày ngày 24 tháng 1.

## Người chiến thắng và đề cử
Các đề cử ở các hạng mục nổi tiếng khác nhau đã được công bố vào ngày 26 tháng 10. Việc bỏ phiếu bắt đầu vào ngày 27 tháng 10 thông qua ứng dụng di động Idol Champ và tiếp tục cho đến ngày 27 tháng 11. Bầu chọn cho hạng mục KT Seezn Star diễn ra trên ứng dụng Seezn.
Các đề cử cho hạng mục Bonsang (Giải thưởng chính) được công bố vào ngày 6 tháng 11 năm 2020. Top 10 APAN (Bonsang) được lựa chọn dựa trên sự kết hợp của doanh số bán album, doanh số bán kỹ thuật số, đánh giá từ hội đồng giám khảo và phiếu bầu của người hâm mộ.
Người chiến thắng Top 10 APAN (Bonsang), biểu tượng xuất sắc nhất, màn trình diễn xuất sắc nhất, video âm nhạc xuất sắc nhất và người chiến thắng toàn diện đã được công bố vào ngày 26 tháng 11. Những người chiến thắng còn lại được công bố vào ngày 30 tháng 11 và ngày 15 tháng 1 năm 2021.
Trong buổi lễ ngày 24 tháng 1 năm 2021, họ đã chuyển giao các hạng mục mới; ca khúc của năm, nghệ sĩ của năm, bản thu âm của năm, giải Làn sóng mới và K-Trot hay nhất.

### Giải thưởng chính
| Thành tích hạng 1 (Daesang)                                                                               | Bài hát tiêu biểu của năm |
| --- | ------------------------- |
| - BTS | - Monsta X                |
| Nghệ sĩ tiểu biểu của năm                                                                                 | Thu âm tiêu biểu của năm  |
| - NCT 127                                                                                                 | - Twice                   |
| APAN Top 10 (Bonsang)                                                                                     |                           |
| - BTS - Got7 - Iz*One - Kang Daniel - Lim Young-woong - Monsta X - NCT 127 - Seventeen - The Boyz - Twice |                           |
| Giải thưởng làn sóng mới                                                                                  | K-Trot hay nhất           |
| - Treasure, Hynn                                                                                          | - Jang Min-ho             |

### Giải thưởng APAN Choice
| Ca sĩ xuất sắc nhất APAN Choice      | Tiêu điểm mới APAN Choice     |
| ------------------------------------ | ----------------------------- |
| - Kim Jae Hwan                       | - LEENALCHI                   |
| APAN Choice Global Hallyu Star       | Xu hướng tốt nhất APAN Choice |
| - A.C.E                              | - Ha Sung-woon                |
| Biểu tượng K-Pop mới của APAN Choice |                               |
| - WEi                                |                               |

### Giải thưởng phổ biến
Người chiến thắng chỉ được xác định thông qua một cuộc bỏ phiếu phổ biến cho ứng dụng Idol Champ và ứng dụng KT Seezn. 
| Video âm nhạc hay nhất          | Video âm nhạc hay nhất           |
| ------------------------------- | -------------------------------- |
| - Blackpink                     |                                  |
| Biểu tượng xuất sắc nhất        | Trình diễn xuất sắc nhất         |
| - NCT U                         | - Kang Daniel                    |
| Toàn diện xuất sắc nhất         | KT Seezn Star Award - Ca sĩ      |
| - JB (Got7)                     | - Kang Daniel                    |
| Idol Champ Entertainer – Nam    | Idol Champ Entertainer – Nữ      |
| - Park Ji-hoon                  | - Chuu (Loona)                   |
| Idol Champ Fan's Pick – Nhóm    | Idol Champ Global Pick – Nhóm    |
| - BTS - Iz*One                  | - Seventeen - Blackpink          |
| Idol Champ Fan's Pick – Cá nhân | Idol Champ Global Pick – Cá nhân |
| - Kang Daniel - IU              | - Kang Daniel - Hwasa            |